# Efialtes (filho de Posídon)
Efialtes, na mitologia grega, foi o filho de Posídon e Ifimedia, irmão de Oto, como ele, um Aloída. Ambos tentaram escalar o Olimpo e foram mortos pela áudacia.
Aloeu e Triopas eram filhos de Posidão e Cânace, filha de Éolo e Enarete. Triopas, rei da Tessália, foi o pai de Ifimedia.
Ifimedia casou-se com seu tio Aloeu,  e seduziu Posidão, indo todos os dias à praia, até que este lhe deu os filhos Oto e Efialtes. Os aloídas se tornaram gigantes, e tentaram conquistar o Olimpo.
Uma versão diferente e racionalizada da história é contada por Diodoro Sículo. Após Butes, filho de Bóreas, ter ocupado a ilha de Strongylê (Naxos) com um grupo de piratas trácios, por falta de mulheres, eles atacaram a Tessália e raptaram um grupo de devotas de Dionísio quando elas estavam celebrando orgias. Butes tornou-se louco e se matou, como castigo de Dionísio, e o novo rei, Agassemenus, tomou por esposa Pancratis, filha de Aloeu e Ifimedia, e deu Ifimedia como esposa a seu amigo e tenente. Aloeu enviou seus filhos Oto e Efialtes, que derrotaram os trácios em batalha, tornando-se, mais tarde, reis da ilha; quando os dois brigaram entre si e se mataram, receberam dos nativos as honras de herois.